# Korhorn (plaats)
Korhorn is een gehucht in de gemeente Westerkwartier in de Nederlandse provincie Groningen. Het ligt aan de weg van Oldehove naar Kommerzijl. Het gehucht ligt aan de rand van het Humsterland.
Korhorn bestaat uit een aantal boerderijen die deels nog op een eigen wierde staan. Een van deze wierden, met daarop de boerderij Hummersmaheerd, is aangewezen als archeologisch monument en heette vroeger waarschijnlijk Ikama. Direct ten oosten van Korhorn ligt het buurtje Ikum. De wierde direct ten westen van Ikum heet ook Korhorn. De wierde van Korhorn heeft een hoogte van 1,79 meter. In de wierde zijn bij boringen in de jaren 1970 onder andere resten uit de late middeleeuwen gevonden.
De oude kadastrale naam voor de buurt is ook wel Jolamabuurt naar de wierde Jolama die rond 1560 buitendijks kwam te liggen en waar Lammerburen ook haar naam aan ontleent. Met de voltooiing van de dijk bij Zoutkamp in 1877 viel de wierde weer droog en veranderde de toenmalige gemeente Oldehove de kadastrale naam naar Jelamer omdat de wierde niet meer als buurt hoefde te worden onderscheiden. De naam Jolama is in de jaren 1980 of 1990 verdwenen van de kaart.
Korhorn vormde vanaf 1867 lange tijd een eigen waterschap, dat in 1973 opging in het waterschap Westerkwartier.